# كلية التربية (جامعة بغداد)
كلية التربية تعود نشأتها في جامعة بغداد إلى دار المعلمين العالية، التي تأسست في عام 1923م.و في 30 أيلول عام 1958، تم تغيير اسمها إلى كلية التربية، وفي العام نفسة ألحقت رسمياً بجامعة بغداد.
في عام ١٩٨٨ انقسمت الكلية الى كليتين:
الأولى باسم كلية التربية الاولى (ابن رشد) وتضم الأقسام الخاصة بالدراسات الانسانية وقسم العلوم التربوية والنفسية.
الثانية باسم كلية التربية الثانية (ابن الهيثم) وتضم الأقسام الخاصة بالدراسات العلمية وفرع العلوم التربوية والنفسية.

## تقسيم الكلية
في عام 1988 تم شطر الكلية إلى كليتين هما كلية التربية الأولى - ابن رشد أو ( كلية التربية ابن رشد) والتي تضم الأقسام الخاصة بالدراسات الإنسانية وقسم العلوم التربوية والنفسية، وكلية التربية الثانية - ابن الهيثم أو( كلية التربية ابن الهيثم) والتي تضم الأقسام الخاصة بالدراسات العلمية وفرع العلوم التربوية والنفسية. كما أن بها العديد من الأقسام كالتاريخ، و الجغرافيا ،و العلوم التربوية ،والنفسية ،و اللغة العربية واللغة الإنجليزية ،و علوم القرآن الكريم ،والتربية الإسلامية ،و أيضًا اللغة الكردية